# Rivula microcyma
Rivula microcyma là một loài bướm đêm trong họ Erebidae.